# Max és Ruby
A Max és Ruby (eredeti cím: Max & Ruby) kanadai-amerikai rajzfilmsorozat. A sorozat eredeti hangjai Jamie Watson, Rebecca Peters, Billy Rosemberg, Samantha Morton, Julie Lemieux, Sarah Lewis, Anna Jordan, Tyler Stevenson, Kay Hawtrey, Drew Davis, Clayelle Dalferes, Anne Foo, Greer McKain, Dorothy Clark, Sarah Louis, Sarah Goddouyoudara, Annie Little, Katie Labosky, Daisy Scott, Julia Scottoboy, Sarah Blue, Mary Brown, Sarah Murphy, Gabrielle Torrales, Cynthia Foo, Mary Yoo, Katherine Piper, Hidetosh Imura, Minnie Kennedy-Parr, Alethia Simonson, Jessica Hilbrect, Sheila Murphy, Sarah Harris, Melissa Clark, Jillian Morris és Cameron Ansell. A zeneszerzők Geoff Bennett, Andre Hirz és Ben Johannesen.
A sorozat eredeti adói a Treehouse TV, a Nick Jr. és a Nickelodeon. Magyarországon ugyancsak a Nick Jr., valamint az M2 sugározza.

## Történet
A történet egy fehér nyúl-testvérpár kalandozásairól szól. A három és fél éves Max, s hétéves nővére, Ruby minden nap valami újat tanulnak igen szórakoztató módon. Max általában csak egy szót mond, Ruby azonban hosszan beszél. Ruby rendszeresen tanít valamit az öccsének, aki ezáltal okosabbá válik. A testvérpár szülei fizikailag sohasem jelentek meg a 6. évadig, de volt rájuk utalás, míg Max és Ruby nagymamája rendszeresen megjelenő szereplő a sorozatban.

## Szereplők
- Max – Ruby három és fél éves, többnyire gügyögő öccse, aki gyakran félreértelmezi, amit a nővére mond. Fiatal kora ellenére Max gyakran jobban ért a dolgokhoz, mint a nővére. Tud olvasni. Támogatja Ruby cserkészcsapatát, habár Max nem tagja neki. A 6. évadban már fejlettebbek a nyúlfiú kommunikációs készségei, vagyis már a korábbi egy-két szó helyett már teljes mondatokat mond.
- Ruby – Max hétéves, cserkészként tevékenykedő nővére, aki bár nagyobb szókinccsel rendelkezik öccsénél, nem annyira érett, mint Max. Imádja a teázós partikat. Rossz szokása, hogy Max-et arra kényszeríti, viselkedjen az ő vagy a barátai játékaként. Amikor öccse bohóckodik, Ruby-n erős bosszúság és frusztráció lesz úrrá. Gyakran próbál romantikusan viselkedni.
- Nagymama – Nyúl úr anyja, Max és Ruby apai nagyanyja. Szeret szórakozni. Imádja az unokáit, nagyon gyakran játszik velük. Akkor is kiáll Max elképzelései mellett, ha Ruby szerint azok butaságok.

## Epizódlista

### 1. évad[4]
1. Ruby és a zongoragyakorlás – Max fürdik – Max aludni megy (Ruby's Piano Practice/Max's Bath/Max's Bedtime)
2. Bújócska – Max reggelije – Louise titka (Hide and Seek/Max's Breakfast/Louise's Secret)
3. Max lekési a buszt – Max gilisztatortája – Max esős napja (Max Misses the Bus/Max's Worm Cake/Max's Rainy Day)
4. Sátorozás – Ruby játékklubja – Max piknikje (Max Misses the Bus/Max's Worm Cake/Max's Rainy Day)
5. Max Halloweenja – Ruby levélgyűjteménye – A kék tarantula (Max's Halloween/Ruby's Leaf Collection/The Blue Tarantula)
6. Ruby jelvénye – Max almája – Csendes Max (Ruby's Merit Badge/Max's Apple/Quiet, Max!)
7. Max feltakarít – Max kakukkos órája – Ruby ékszeres doboza (Max Cleans Up/Max's Cuckoo Clock/Ruby's Jewelry Box)
8. Nyuszisüti – Nyuszibuli – Nyuszipénz (Bunny Cakes/Bunny Party/Bunny Money)
9. Max születésnapja – Max új ruhája – Jó éjszakát, Max! (Max's Birthday/Max's New Suit/Good Night Max)
10. Max karácsonya – Ruby hókirálynője – Max szánkózik (Max's Christmas/Ruby's Snow Queen/Max's Rocket Run)
11. Max csokoládécsirkéje – Ruby szépségszalonja -- Max vezet (Max's Chocolate Chicken/Ruby's Beauty Shop/Max Drives Away)
12. Ruby limonádés standja – Ruby kiárusítása – Ruby varázstrükkje (Ruby's Lemonade Stand/Ruby's Rummage Sale/Ruby's Magic Act)
13. Max és a Valentin-nap – Ruby sárkányt ereget – Max, a szuperhős (Max's Valentine/Ruby Flies a Kite/Super Max)

### 2. évad[5]
1. Max fest – Max találkozik Morris-szal – Ruby kincsvadászatra indul (Max's Work of Art/Max Meets Morris/Ruby's Scavenger Hunt)
2. Ruby csuklik – A nagy fénykép – Ruby előadása (Ruby's Hiccups/The Big Picture/Ruby's Stage Show)
3. Max brekegő barátja – Max zenél – Max vizes lesz (Max's Froggy Friend/Max's Music/Max Gets Wet)
4. Ruby teapartija – Max az! (Ruby's Tea Party/Max Is It/Ruby's Science Project)
5. Ruby pandanyereménye – Ruby görkorcsolyázik – A szellem nyuszi (Ruby's Panda Prize/Ruby's Roller Skates/Ghost Bunny)
6. Max bogársalátája – Ruby strandbulija – Szuper Max megment (Max's Bug Salad/Ruby's Beach Party/Super Max to the Rescue)
7. Max sárkányos pólója – Max nyusziversenyzője – Roger választása (Max's Dragon Shirt/Max's Rabbit Racer/Roger's Choice)
8. Ruby pizsamapartija – Max baba – Nyuszi cserkészsütik (Ruby's Pajama Party/Baby Max/Bunny Scout Brownies)
9. Max árnyéka – Max emlékszik – Ruby édességboltja (Max's Shadow/Max Remembers/Ruby's Candy Store)
10. Max kivizsgálása – Max ajándéka – Űr-Max (Max's Checkup/Max's Prize/Space Max)
11. Ruby nyolcasa – Ruby meglepetésbulija – Ruby sátra (Ruby's Figure Eight/Ruby's Surprise Party/Ruby's Tent)
12. Ruby mesét ír – Max dominói – A nagyi padlása (Ruby Writes a Story/Max's Dominoes/Grandma's Attic)
13. Max Hálaadása – Max képzeletbeli barátja – Max, a tűzoltó (Max's Thanksgiving/Max's Pretend Friend/Fireman Max)

### 3. évad[6]
1. Ruby húsvéti kalapja – Max húsvéti felvonulása – Max és a húsvéti nyuszi (Ruby's Easter Bonnet/Max's Easter Parade/Max & the Easter Bunny)
2. Ruby ugrabugra tánca – Ruby madárfürdetője – Szuper Max megmenti a világot (Ruby's Hippity Hop Dance/Ruby's Bird Bath/Super Max Saves the World)
3. Ruby szórólapozik – Tengerparti kaland – Max a bébiszitter (Ruby Delivers/Getting Crabby at the Beach/Max Babysits)
4. Max szentjánosbogarai – Max és Ruby divatbemutatója – Ruby dala (Max's Fire Flies/Max & Ruby's Fashion Show/Ruby's Sing-a-long)
5. Ruby szafarija – Max sárfürdője – Max elveszett gyíkja (Ruby's Safari/Max's Mudbath/Max's Lost Lizard)
6. Meglepetés – Ruby szülinapi bulija – Ruby szülinapi ajándéka (Surprise Ruby/Ruby's Birthday Party/Ruby's Birthday Present)
7. Ruby bábszínháza – Bonbonos Max – Max hangyafarmja (Ruby's Puppet Show/Sugar Plum Max/Max's Ant Farm)
8. Ruby kiesett foga – Ruby gólt lő – Ruby homokvára (Ruby's Loose Tooth/Ruby Scores!/Ruby's Sandcastle)
9. A nagyi gyümölcsöse – Rubi nyuszi cserkészzászlója – Ruby nyomozóirodája (Grandma's Berry Patch/Ruby's Bunny Scout Parade/Ruby's Detective Agency)
10. ? (Max's Rocket Racer/Max and Morris Blast Off/Max's Candy Apple)
11. Max és az égigérő paszuly – A békakirályfi – Ruby és a farkas (Max & the Beanstalk/The Froggy Prince/Ruby Riding Hood)
12. Max, Ruby és a tökéletes sütőtök – Max töklámpása – Max ijesztget (Max & Ruby's Perfect Pumpkin/Max's Jack-o-Lantern/Max's Big Boo)
13. A nagyi ajándéka – Max és Ruby karácsonyfája – Max hóekéje (Grandma's Present/Max and Ruby's Christmas Tree/Max's Snowplow)
14. Max hó-napja – Max hónyuszija – Max kalamajkája (Max's Mix-Up/Max's Snow Bunny/Max's Snow Day)

### 4. évad[7]
1. ? (Grandma's Treasure Hunt/Ruby's Jigsaw Puzzle/Ruby's Recital)
2. ? (Ruby's Home Run/Ruby's Missing Tune/Ruby's Handstand)
3. ? (Ruby's Rainbow/Ruby's Home Tweet Home/Max's Mudpie)
4. ? (Max Saves the Parade/Ruby's Horn of Plenty/Max's Big Kick)
5. ? (Duck Duck Goose/Ruby's Snowbunny/Ruby's Snowflake)
6. ? (Ruby's Good Neighbor Report/Candy Counting/Ruby's New Shoes)
7. ? (Max's Balloon Buddies/Ruby's Penny Carnival/Ruby's Big Win)
8. ? (Ruby's Gingerbread House/Max's New Year/Max's Christmas Passed)
9. ? (Max's Castle/Bunny Hopscotch/Max's Grasshopper)
10. ? (Ruby's Hoola Hoop/Max and the Martians/Ruby's Real Cinderella)
11. ? (Super Max's Cape/Ruby's Water Lily/Max Says Goodbye)
12. ? (The Princess and the Marbles/Emperor Max's New Suit/Max and the Three Little Bunnies)

### 5. évad[8]
1. ? (Ruby's Perfect Christmas Tree/Max's Christmas Present/Max and Ruby's Christmas Carol)
2. ? (Max Says Hello/Ruby's Spa Day/Ruby's Tai Chi)
3. ? (Ruby Gets the Picture/Ruby's Birdie/Max Plays Catch)
4. ? (Ruby's Bedtime Story/Ruby's Amazing Maze/Max's Nightlight)
5. ? (Max's Sandwich/Ice Cream Cone/Ruby's Art Stand)
6. ? (Picture Perfect/Detective Ruby/Superbunny Saves the Cake)
7. ? (The Bunny Who Cried Lobster/Max and the Three Bears/Little Ruby Hen)
8. ? (Ruby's Bird Walk/Max Goes Fishing/Ruby Tries Again)
9. ? (Max's Ride/Max on Guard/Ruby's Real Tea Party)
10. ? (Ruby's Earth Day Party/Ruby's Earth Day Checklist/Max's Duck Day)
11. ? (Grandma's Birthday/Max's Hand Print/Grandma's Surprise Dance)
12. ? (Engineer Max/Max's Toy Train/Max's Train Ride)
13. ? (Max's Kite/Max's Beach Ball/Ruby's Limbo)
14. ? (Ruby's Diorama/Ruby's Croquet Match/Ruby's Huff and Puff)
15. ? (Max's Pinata/Ruby's Movie Night/Doctor Ruby)
16. ? (Ruby's Tower/Ruby's Juice Bar/Max's Tree Fort)
17. ? (Max and the Magnet/Ruby's Parrot Project/Max's Spaghetti)
18. ? (Ruby's Autograph/A Toy for Baby Huffington/Max's Big Dig)
19. ? (Max and Ruby's Train Trip/Go to Sleep Max/Conductor Max)
20. ? (Max's Red Rubber Elephant Mystery/Ruby's Toy Drive/Max and Ruby's Big Finish)
21. ? (Ruby's Memory Quilt/Lights, Camera, Ruby!/Ruby's Ping-Pong Record)
22. ? (Ruby & the Beast/Max & Ruby's Halloween House/Max's Trick or Treat)
23. ? (Max and Ruby Give Thanks/Max Leaves/Ruby's Fall Pageant)
24. ? (Ruby's Big Case/Ruby's Rhyme Time/Max's Library Card)
25. ? (Max & Ruby's Groundhog Day/Ruby's First Robin of Spring/Grandma's Geraniums)
26. ? (Space Bunny/Max's Sprinkler/Max's Pogo Stick)